# Polyrhachis auriformis
Polyrhachis auriformis är en myrart som beskrevs av Horace Donisthorpe 1943. Polyrhachis auriformis ingår i släktet Polyrhachis och familjen myror. Inga underarter finns listade i Catalogue of Life.